# Mussol (persona)
Mussol és un terme utilitzat per descriure una persona que tendeix a quedar-se desperta fins molt tard. Altres noms són els de noctàmbula i nocturna.
El terme es deriva pels hàbits nocturns del mussol. Normalment, les persones que són noctàmbules romanen aixecades passada la mitjanit, i en els casos extrems poden quedar aixecats fins just abans o després de l'alba. Els noctàmbuls tendeixen a sentir-se més enèrgics just abans d'anar a dormir, a la nit.
Alguns noctàmbuls tenen una preferència o hàbit de quedar-se desperta fins tard o quedar-se treballant al torn de nit. Els noctàmbuls que treballen al torn de dia tenen sovint un problema amb el començament de l'hora de la feina. Alguns tenen grans dificultats per adoptar ritmes de son i vigília normals, arribant de vegades a la Síndrome de la fase del son retardada.
L'oposat a un nocturn és un matiner, una alosa, algú que tendeix a anar a dormir a una hora del dia que és considerada massa aviat; i també s'aixeca molt aviat.
En diversos països, els matiners són anomenats "A-people" i els noctàmbuls "B-people". Els investigadors, tradicionalment, usen els termes "matiners" i "vespertins".

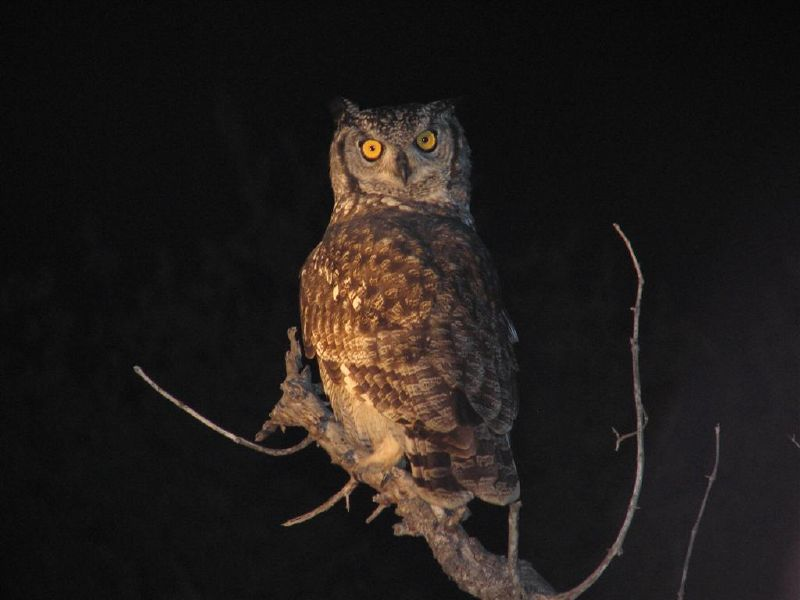
Els mussols, com aquest exemplar africà, són sovint nocturns.

## Prevalença
Discussions i estudis sobre la prevalença dels cronotips matutins, vespertins, i els indiferents o intermedis, usen diferents criteris i tornen diferents resultats. Alguns pregunten a quina hora se'n va la gent a dormir i s'aixeca, mentre que altres pregunten a quina hora preferirien anar a dormir. Una enquesta en més de 400 adults mostrava que aproximadament el 15% eren matutins, 25% vespertins i 60% intermedis.

## Mussols famosos
- Joseph Stalin[4]
- Adolf Hitler[5]
- Barack Obama[6]
- Bob Dylan[7]
- J.R.R. Tolkien[8]
- Charles Bukowski[9]
- Michael Chabon[7]
- Gustave Flaubert[7]
- Glenn Gould[7]
- Franz Kafka[7]
- Samuel Johnson[7]
- Fran Lebowitz[10]
- Marcel Proust[7]
- George Sand[7]
- Hunter S. Thompson[11]
- Henri de Toulouse-Lautrec[7]